# Schlangenhalspanther
Schlangenhalspanther (auch Serpopard; altägyptisch Sedja, Sudja) ist die Bezeichnung eines mythischen Fabelwesens, das in Mesopotamien, Elam und im Alten Ägypten bezeugt ist. In der Altorientalistik wird er meist als Schlangendrache bezeichnet.
Während Wolfgang Helck hinter der Gestalt des Schlangenhalspanthers Einflüsse von Stempelsiegelmotiven aus Elam vermutet, geht Wolfram Nagel von einem mesopotamischen Kulturtransfer aus. In der altägyptischen Mythologie gehörten die Schlangenhalspanther auf den Prunkpaletten der prädynastischen Epoche ebenfalls zum festen Bestandteil der Bildprogramme.

## Darstellungen
Bezeichnend für Schlangenhalspanther sind ihre langen Hälse, die denen von Giraffen nachempfunden sind. Der Körper ist der eines Panthers. Auf vielen Paletten haben die Wesen ihre langen Hälse umeinander geschlungen.
Auf der Narmerpalette werden die Schlangenhalspanther sogar an der Leine gehalten. Ihre Umschlungenheit sollte möglicherweise die Vereinigung der beiden Reiche von Ägypten (Ober- und Unterägypten) repräsentieren.
In einer weiteren Darstellung auf der Zwei-Hunde-Palette sind zwei Schlangenhalspanther zu sehen, wie sie wahrscheinlich eine  Sonnenscheibe umranken. Ihre beiden Köpfe stoßen auf eine Gazelle nieder, um sie zu töten. Über dieser Szenerie schwebt ein Ba-Seelenvogel.
| A38 |

| A38 |

## Mythologische Verbindungen
Whitney Davis und Wolfgang Helck vermuten, dass Schlangenhalspanther als Ungeheuer der Wüsten unter anderem Chaos und Urgewalt repräsentieren sollten, zumal die Wüste von jeher als lebensfeindlich und bedrohlich galt.
Wolfhart Westendorf verweist auf die alte mythische Vorstellung, dass der Schlangenhalspanther die Sonne auf ihrer täglichen Bahn bewegt, beziehungsweise, dass der Schlangenhalspanther als „Träger der Sonne“ galt. Der altägyptische Name steht daher nach Elmar Edel in direktem Zusammenhang mit seiner Rolle.
Teilaspekte des Motivs der eine Gazelle tötenden Schlangenhalspanther in Verbindung mit dem Sonnenauge sind Inhalt der demotischen Fabel Die Seherin und die Hörerin. Außerdem zeigt der Tötungsakt einen weiteren Bezug zu den Inhalten des Nutbuches und dem mythischen Vorgang „Löwe tötet Stier/Gazelle“, wo es unter anderem um das Thema der täglichen Wiedergeburt des Sonnengottes geht.
In Sargtexten des Mittleren Reiches wird die Rolle des  Schlangenhalspanthers in der altägyptischen Kosmologie entsprechend als Stütze des Himmels und als Wächter des Sonnengottes Re definiert.
Nachdem Re zur höchsten Himmelsgottheit erhoben wurde und sich die mythologischen Grundlagen im weiteren Verlauf der altägyptischen Geschichte änderten, lösten Sphinxmonumente die Schlangenhalspanther hinsichtlich des Panthersymbols als Wächter ab und flankierten nun den Weg zu den Eingangstoren der Duat. In den Gängen der Totentempel übernahmen dagegen die Giraffen die Funktion der Schlangenhalspanther.